# Metropolie Silivri
Metropolie Silivri je jedna z metropolií Konstantinopolského patriarchátu, nacházející se na území Turecka.

## Historie
Selymbria (později Eudoxiupolis) byla eparchie, která se v 6. století stala sufragánou metropolie Herakleia.
Mezi lety 1143-1180 byla povýšena na metropolii bez sufragán.
Roku 1923 došlo v rámci výměny obyvatelstva mezi Řeckem a Tureckem k potlačení činnosti metropolie.
Katedrální chrám svatého Spyridona byl zničen roku 1922. Do té doby se zde nacházely ostatky svatého Agatonika z Nikomédie.
Dne 15. července 2014 došlo k obnovení činnosti metropolie.
Současný titul metropolitů zní Metropolita Silivri, hypertimos a exarcha Evropy.